# Shōtarō Iribe
Shōtarō Iribe (入部正太朗; Nara, 1 de agosto de 1989) es un ciclista japonés. Debutó como profesional en 2012 y desde 2023 es miembro del equipo Shimano Racing Team.

## Palmarés
2017
- 1 etapa del Tour de Kumano

2018
- 1 etapa del Tour de Tailandia
- 1 etapa del Tour de Kumano

2019
- Campeonato de Japón en Ruta